# ユリエッタ・ブクバラ
ユリエッタ・ブクバラ（Ioulietta Boukouvala  1983年8月28日- ）はギリシャのヨアニナ出身の柔道選手。階級は57kg級。身長171cm。2段。

## 人物
柔道は9歳の時に始めた。2004年に地元のギリシャで開催されたアテネオリンピックに出場したものの初戦で敗れた。2008年の北京オリンピックには出場できなかった。2010年の世界選手権では準々決勝でポルトガルのテルマ・モンテイロに有効で敗れるも、その後の3位決定戦でルーマニアのコリーナ・カプリオリウを技ありで破って3位となった。2011年の世界選手権では4回戦でブラジルのラファエラ・シルバに反則負けを喫した。

## 主な戦績
- 2002年 - ヨーロッパジュニア　3位
- 2003年 - ブルガリア国際　2位
- 2003年 - ヨーロッパU23柔道選手権大会　優勝
- 2004年 - オーストリア国際　2位
- 2005年 - 地中海競技大会　2位
- 2005年 - ヨーロッパU23柔道選手権大会　優勝
- 2006年 - ブルガリア国際　2位
- 2008年 - ロシア国際　3位(63kg級)
- 2008年 - アゼルバイジャン国際　優勝
- 2009年 - ワールドカップ・ソフィア　3位
- 2009年 - グランドスラム・パリ　優勝
- 2009年 - グランドスラム・モスクワ　3位
- 2009年 - 地中海競技大会　優勝
- 2010年 - ワールドマスターズ　5位
- 2010年 - 世界選手権　3位
- 2010年 - ワールドカップ・バクー　優勝
- 2010年 - グランプリ・アブダビ　3位
- 2011年 - ワールドカップ・マドリード　3位
- 2011年 - グランプリ・アムステルダム　優勝
- 2011年 - グランドスラム・東京　5位
- 2011年 - グランプリ・青島　2位